# Боско-К'єзануова
Боско-К'єзануова (італ. Bosco Chiesanuova, вен. Bosco Cexanova) — муніципалітет в Італії, у регіоні Венето, провінція Верона.
Боско-К'єзануова розташоване на відстані близько 430 км на північ від Рима, 105 км на захід від Венеції, 21 км на північ від Верони.
Населення — 3625 осіб (2014).
Щорічний фестиваль відбувається 29 січня. Покровитель — San Vitale.

## Демографія
Населення за роками:

Станом на 1 січня 2023 року в муніципалітеті офіційно проживало 257 іноземців з 32 країн, серед них 152 громадяни країн Євросоюзу та 24 громадяни України.

## Сусідні муніципалітети
- Ала
- Черро-Веронезе
- Ербеццо
- Греццана
- Ровере-Веронезе
- Сельва-ді-Проньо